# Данилевський Юрій Миколайович
Данилевський Юрій Миколайович — український правник, генерал-лейтенант юстиції; член Центр. виборчої комісії (з 1 червня 2007).
Н. 28.10.1955 (місто Небіт-Даг, Туркменістан); укр.; дружина Наталія Георгіївна — викладач музики; сини Олександр і Сергій.

## Освіта
Московський військовий інститут, військово-юридичний факультет (1974—1978), правознавець, військовий юрист.

## Трудова діяльність
- 1972—1973 — судовий виконавець Печерського районного народного суду міста Києва.
- 1973—1974 — монтажник радіоапаратури, Київського заводу «Маяк».
- 1974—1978 — курсант Московського військового інституту.
- 1978—1983 — слідчий військової прокуратури Хабаровського гарнізону, місто Хабаровськ.
- 1983—1984 — старший слідчий 71-а військової прокуратури Далекосхідного військового округу, місто Бєлогорськ Амурської області.
- 1984—1986 — помічник військового прокурора військової прокуратури Тиндинського гарнізону, місто Тинда Амурської області.
- 1986—1990 — заступник військового прокурора, військовий прокурор військової прокуратури Спаськ-Дальнього гарнізону, Приморський край.
- 1990—1992 — військовий прокурор відділу військової прокуратури Далекосхідного військового округу, місто Хабаровськ.
- 1992—1994 — прокурор, старший прокурор відділу, старший помічник військового прокурора регіону військової прокуратури Центрального регіону України, місто Київ.
- 1994—1995 — старший прокурор відділу Генеральної прокуратури України.
- 1995—1997 — заступник начальника Головного управління військових прокуратур — начальник слідчого управління, 1997—1998 — начальник слідчого управління Головного управління військових прокуратур, 1998—1999 — начальник організаційно-методичного відділу Головного управління військових прокуратур Генеральної прокуратури України.
- 7 квітня 1999 — 8 грудня 2004 — член Центральної виборчої комісії[2][3].

## Нагороди та державні ранги
Заслужений юрист України (з квітня 2003). Державний службовець 3-го рангу (з липня 2007), 2-го рангу (з серпня 2009).